# Batalla de Vézeronce
La batalla de Vézeronce fue un enfrentamiento que tuvo lugar en la Alta Edad Media en Francia, en concreto el 25 de junio de 524, cerca de Vézeronce-Curtin (entonces Veseruntia) en Isère. La batalla fue uno de los episodios de la guerra de Burgundia.

## Historia
La batalla se libró durante la segunda expedición de la guerra de Burgundia (523-524) que los reyes francos Clodomiro, Childeberto I, Clotario I y Teodorico I emprendieron contra el rey burgundio Segismundo y en la que éste fue apresado por Clodomiro como rehén. Tras rebelarse el hermano de Segismundo, Gundemaro III, encabezando una coalición con sus aliados los ostrogodos, Clodomiro hizo arrojar a un pozo, el 1 de mayo de 524, a Segismundo y sus dos hijos, Gisald y Gondebaud.
Clodomiro quiso someter de nuevo a los burgundios y se puso en campaña, con sus tres hermanos, en la primavera de 524. Avanzó sobre Lyon, que se sometió sin luchar, y trató de contactar con el ejército enemigo al mando de Gundemaro III, que se replegó hacia los Alpes. Ambos ejércitos se encontraron en una amplia llanura, próxima a la aldea actual de Vézéronce. 
Durante la batalla, las tropas de Clodomiro rápidamente adquirieron ventaja e hicieron retroceder a las fuerzas burgundias. Clodomiro, creyendo encontrarse entre una partida de caballeros francos, se arrojó contra los combatientes enemigos, que le dieron muerte. Su cabeza decapitada se elevó en alto a fin de que su cabello fuese reconocido por todos (los reyes burgundios, como muchos reyes bárbaros, eran los únicos que tenían el pelo largo, símbolo visible de la realeza). 
Los escritos difieren sobre el resultado de la batalla: Gregorio de Tours, cercano a los francos, escribe que ellos fueron los vencedores, que los francos -viendo que su líder había sido decapitado- reemprendieron la lucha con renovada energía y ganaron la batalla; Agatías, historiador del emperador bizantino de Constantinopla, atribuyó la victoria a los burgundios; por último, Marius, obispo de Avenches, sólo señala la batalla y menciona la muerte del rey. 

### Consecuencias
Hayan sido derrotados o no los burgundios, el principal legado de la batalla «dentro» de Francia fue la división del reino franco de Clodomiro entre sus hermanos y el despojo (y posterior asesinato) de sus jóvenes herederos. Los tres hijos de Clodomiro fueron recogidos por su madre, hasta que se casó con Clotario I, que los hizo matar, sobreviviendo Clodoaldo (mejor conocido con el nombre de Saint-Cloud) gracias a que logró huir y se hizo abad de Nogent, prefiriendo renunciar a su cabellera antes que a la vida.
En 532, Clotario y Childeberto reemprendieron la lucha y derrotaron finalmente a Gundemaro y sus aliados en la batalla de Autun. El reino burgundio fue incorporado a los reinos de los merovingios.

## Excavaciones
En 1871 se encontró un casco de un contendiente en una tumba principesca en el pantano de turba de Rippes de Pillardin, Saint-Didier, al norte del sitio de batalla. En la actualidad se conserva en el Museo del Antiguo Obispado de Grenoble. El casco es de artesanía bizantina y pertenecía, probablemente, a un cacique franco. 
«Mollard de Coyne», una elevación del terreno en la zona en un entorno de llanuras, ha sido considerado según la leyenda la tumba del rey. Sin embargo, investigaciones recientes parecen acreditar que el montículo es natural.